# Лингвоцид
Лингвоцид, лингвицид — запретительные меры либо иные действия, направленные на уничтожение чужого языка. Рассматривается как подвид этноцида, целенаправленного разрушения культуры другого народа.

## История термина
Как особое явление, лингвоцид осознавался при разработке Конвенции о предупреждении преступления геноцида и наказании за него, одобренной Генеральной Ассамблеей Организации Объединённых Наций в 1948 году: в частности, правозащитник Рафаэль Лемкин, изобретатель термина «геноцид», стремился включить в список недопустимых действий запрет на использование языка в бытовом общении, в школе или в печати.
Слово «лингвоцид» образовано сложением лат. lingua («язык») и ср.-франц. cide, которое восходит к лат. caedere («убиваю», «умертвляю»). Термин построен по аналогии со словами «геноцид» и «этноцид».
Автором термина считается Ярослав-Богдан Рудницкий. Будучи членом Королевской комиссии по билингвизму и бикультурализму в Оттаве, он впервые описал концепт «лингвоцида» в отчёте Комиссии в 1967 году. Более подробный анализ понятия он представил в брошюре «Лінгвіцид — Мововбивство» в 1976 году.

## Трактовка
Лингвоцид — целенаправленное уничтожение чужого языка. Он может быть рассмотрен как предельная форма лингвицизма — дискриминации по языковому признаку.
В 1968 году Специальный комитет по вопросам лингвоцида (англ. Special Committee on Linguicide) сформулировал, что к актам лингвоцида следует относить действия, направленные на полное или частичное уничтожение, а также на воспрепятствование естественному развитию языка или диалекта, такие как:
- физическое уничтожение членов сообщества, говорящих на некотором языке или диалекте;
- принятие репрессивных мер, направленных на препятствие естественному развитию языка или диалекта;
- намеренное создание условий, в которых билингвальное сообщество вынужденно трансформируется в монолингвальное;
- запрет на использование языка в школах и средствах массовой информации вопреки воли этноязыковой группы;
- неоказание моральной и материальной поддержки этноязыковой группе, члены которой прилагают усилия к сохранению своих языка и культуры[7].